# لجين إسلام
لجين إسلام (مواليد 1 يناير 2003) هي لاعبة جمباز مصرية، مثّلت بلادها في الألعاب الأولمبية الصيفية 2020.

## المشاركة الأولمبية
| طوكيو 2020 | لجين إسلام بولينا فودة سلمى صالح ملك سليم تيا صبحي | مجموعات | 36.300 | 33.050 | 69.350 | 13 | لم يتأهلن | لم يتأهلن | لم يتأهلن | لم يتأهلن | لم يتأهلن | لم يتأهلن |

## روابط خارجية
لجين إسلام على موقع الاتحاد الدولي للجمباز (licence) (الإنجليزية)
- لجين إسلام على موقع الاتحاد الدولي للجمباز (biography) (الإنجليزية)
- لجين إسلام على موقع أوليمبيديا (الإنجليزية)